# Jerome Robbins
Jerome Robbins, all'anagrafe Jerome (o Gershon) Wilson Rabinowitz (New York, 11 ottobre 1918 – New York, 29 luglio 1998) è stato un regista, coreografo, ballerino, direttore artistico e produttore teatrale statunitense.
Come coreografo iniziò la sua carriera nel 1944 ideando i balletti per il musical On the Town di Leonard Bernstein. Continuò l'attività di coreografo sino ai primi anni novanta, firmando i balletti d'importanti spettacoli come Il re ed io, Call Me Madam, Gypsy: A Musical Fable, West Side Story e Two's Company. Di alcuni di questi spettacoli curò anche la regia. Lavorò principalmente a Broadway e diresse un solo film (in collaborazione con Robert Wise), West Side Story, per il quale ha vinto il Premio Oscar come miglior regia del 1962. Diresse anche importanti lavori teatrali non musicali. Nel 1963 produsse e diresse Madre Coraggio e i suoi figli di Bertolt Brecht, con Anne Bancroft nel ruolo della protagonista.

## Biografia
Jerome Robbins nacque nel Lower East Side di Manhattan, secondogenito di Lena Robbins Rips e Harry Rabinowitz. Nei primi anni venti la famiglia lasciò New York per trasferirsi a Weehawken e dopo il diploma, conseguito nel 1935, Robbins iniziò a studiare chimica all'Università di New York. Dopo pochi mesi abbandonò gli studi a causa delle ristrettezze economiche e il desiderio di dedicarsi a tempo pieno alla danza, una passione che perseguiva sin dall'adolescenza. Si unì alla compagnia di Senya Gluck Sandor, che lo incoraggiò a studiare danza classica sotto Ella Daganova e coreografia sotto la supervisione di Bessie Schonberg.
Jerome Robbins era bisessuale ed ebbe relazioni con Montgomery Clift, Nora Kaye (con cui fu brevemente fidanzato), Buzz Miller e Tommy Abbott. Non si sposò mai.

## Carriera

### Anni 30 e 40
Nel 1938 fece il suo debutto a Broadway come ballerino di fila nel musical Great Lady, a cui seguirono gli spettacoli musicali Stars in Your Eyes (1939), The Straw Hat Revue (1939) e Keep Off the Grass (1940). Nel 1940 si unì al Ballet Theatre, di cui fu ballerino solista dal 1941 al 1944. Gli anni nella compagnia gli permisero di apprendere l'arte della coreografia da George Balanchine, Michel Fokine ed Antony Tudor. Il 19 aprile 1944 fece il suo debutto come coreografo al Metropolitan Opera House con il balletto Fancy Free; ispirato al dipinto di Paul Cadmus The Fleet's In! (1934), il balletto fu la prima opera di Robbins con protagonisti dei marinai, nonché la sua prima collaborazione con Leonard Bernstein, e fu accolto molto positivamente dalla critica. Nello stesso anno Robbins ideò un musical sullo stesso soggetto e ingaggiò Bernstein per scrivere la partitura e Oliver Smith (già scenografo di Fancy Free) per le scenografie. Il risultato di questa collaborazione, a cui si aggiunsero il regista George Abbott e i librettisti Betty Comden e Adolph Green, fu il musical On the Town: lo show si rivelò un successo e rimase in cartellone per 462 rappresentazioni a Broadway dal dicembre 1944 al febbraio 1946.
Nel 1945 coreografò il musical Million Dollar Baby, mentre nel 1947 arrivò la consacrazione definitiva con High Button Shoes, che rimase in cartellone a Broadway per oltre settecento repliche e valse a Robbins il suo primo Tony Award alla miglior coreografia. Nello stesso anno si unì al neo-fondato Actors Studio, dove fu compagno di studi di Marlon Brando, Maureen Stapleton, Montgomery Clift e Sidney Lumet. Nel 1948 esordì come co-regista nel musical Look Ma, I'm Dancin'!, mentre nel 1949 collaborò con Irving Berlin nel musical Miss Liberty. Parallelamente all'attività a Broadway, Robbins continuò a lavorare nel mondo del balletto, coreografando Interplay e Facsimile. Nel 1949 lasciò il Ballet Theatre per unirsi al New York City Ballet di Balanchine in veste di direttore artistico associato. Di questo periodo è il balletto The Guests.

### Anni 50 e 60
Nel 1950 Robbins fu inquisito per "attività anti americane", durante il periodo del Maccartismo. Ammise di avere avuto simpatie comuniste nell'immediato dopoguerra, e collaborò con la commissione d'indagine. Il "comitato per le attività anti-americane" fece fortissime pressioni su Robbins arrivando perfino a ricattarlo: se non avesse fatto il nome di altri comunisti, avrebbero reso nota la sua omosessualità. Dopo tre anni Robbins cedette e fece il nome di Sterling Hayden, Burl Ives, Robert Montgomery, Zero Mostel, Elia Kazan e Lela Rogers (madre di Ginger Rogers).
Nonostante ciò la sua attività artistica non ne risentì particolarmente e la sua carriera come coreografo e ballerino del New York City Ballet fu in costante ascesa. Particolarmente apprezzate furono le sue interpretazioni in The Prodigal Son, Til Eulenspiegel e Bouree Fantasque, distinguendosi inoltre per le sue coreografie di Age of Anxiety, The Cage, Il pomeriggio di un fauno e The Concert. La sua carriera di questo periodo fu strettamente legata a quella della ballerina Tanaquil Le Clercq, sua partner in scena come ballerino e musa come coreografo. 
Sempre nei primi anni cinquanta il suo lavoro a Broadway proseguì come coreografo dei musical Call Me Madam e The King and I, inaugurando poi una stagione particolarmente felice nel 1954 con The Pajama Game, che co-diresse con Abbott e lanciò le carriere di Bob Fosse e Shirley MacLaine. Nello stesso anno ideò, diresse e coreografò il musical Peter Pan, che raggiunse un tale successo da esserie immediatamente riadattato in un film televisivo che valse a Robbins una candidature al Premio Emmy. Insieme a Fosse curò le coreografie di Bells Are Ringing con Judy Holliday nel 1956, anno in cui ricreò le proprie coreografie per l'adattamento cinematografico di The King and I, premiato con cinque Oscar. Il 1956 tuttavia non gli riservò solo gioie: Tanaquil Le Cercq contrasse la poliomielite e rimase paralizzata dalla vita in giù per il resto della vita. La malattia dell'amica e collega colpì profondamente Robbins, che smise virtualmente di lavorare con il New York City Ballet per i dieci anni successivi.
Nel 1957 fu la volta dell'enorme successo di West Side Story, con cui Robbins, in veste di coreografo, tornò a collaborare con Bernstein e lavorò per la prima volta con il paroliere Stephen Sondheim e il regista e librettista Arthur Laurents; il musical valse a Robbins il suo secondo Tony Award. Nel 1958 fondò una sua compagnia di danza, Ballet USA, che nel giugno dello stesso anno inaugurò il Festival dei Due Mondi di Spoleto prima di imbarcarsi in una tournée europea. Concluse il decennio con un alto trionfo, quello come regista e coreografo di Gypsy: A Musical Fable, con colonna sonora di Jule Styne, testi di Sondheim e libretto di Laurents.
Nel 1960 diresse insieme a Robert Wise il fortunato adattamento cinematografico di West Side Story; l'esperienza in sé non fu particolarmente felice, dato che Robbins fu licenziato dopo 45 giorni perché indietro di oltre tre settimane sulla tabella di marcia, ma gli valse due vittorie ai Premi Oscar: uno per il miglior regista e un altro premio speciale per il suo contributo all'arte coreografica. Nel 1962 esordì nel teatro di prosa come regista di Oh Dad, Poor Dad, Mamma's Hung You in the Closet and I'm Feelin' So Sad; la pièce esordì nell'Off-Broadway, dove rimase in cartellone per oltre un anno, e poi anche a Broadway. L'anno successivo tornò alla prosa con un nuovo allestimento di Madre Coraggio e i suoi figli con Anne Bancroft nel ruolo della protagonista.
Molto richiesto anche come show doctor, attività a cui cominciò a dedicarsi nei primi anni cinquanta con Wonderful Town, diede importanti contributi ai musical A Funny Thing Happened on the Way to the Forum (1962) e Funny Girl (1964); il primo rimase in cartellone per oltre novecento repliche, mentre il secondo consacrò Barbra Streisand e rimase in scena a Broadway per oltre 1300 rappresentazioni consecutive. Il 1964 segnò anche uno dei maggiori successi di Robbins, che diresse e coreografò la produzione originale di Fiddler on the Roof; il musical fu un enorme trionfo e con le sue 3242 rappresentazioni divenne lo spettacolo più longevo della storia di Broadway. Per Fiddler Robbins vinse il suo terzo e quarto Tony Award, rispettivamente al miglior regia di un musical e al miglior coreografo. Nel 1969 coreografò il balletto Dances at a Gathering, il suo primo nuovo lavoro per il New York City Ballet in tredici anni.

### Gli ultimi anni
Durante gli anni settanta continuò a coreografare per il Joffrey Ballet e il New York City Ballet, di cui divenne Maître de Ballet nel 1972. Durante il resto degli anni settanta e ottanta si dedicò quasi esclusivamente al balletto, se non per curare nuovi allestimenti a Broadway di West Side Story (1980) e Fidler on the Roof (1981). Nel 1989 curò la rivista Jerome Robbins' Broadway, che ripercorreva i momenti salienti della sua carriera a Broadway; lo spettacolo gli valse il suo quinto e ultimo Tony Award.
Gli anni novanta furono segnati dal deterioramento della sua salute: dopo essere rimasto coinvolto in un incidente in bicicletta nel 1990, subì un'operazione al cuore nel 1994 e nel 1996 gli fu diagnosticata la malattia di Parkinson. Nonostante questi problemi di salute e l'incipiente sordità, ottenne un ultimo successo nel 1998 con Les Noces. Due mesi più tardi ebbe l'infarto che lo avrebbe portato alla morte il 29 luglio, all'età di 79 anni. Le luci di Broadway furono spente per un minuto in sua memoria. Il suo corpo fu cremato e le ceneri furono sparse nell'Oceano Atlantico.

## Filmografia
- West Side Story (1962)

## Riconoscimenti
- Premio Oscar
  - 1962 – Miglior regista per West Side Story
  - 1962 – Oscar onorario per West Side Story
- Golden Globe
  - 1962 – Candidatura per il migliore regista per West Side Story

- Tony Award
  - 1948 – Miglior coreografia per High Button Shoes
  - 1957 – Candidatura per la miglior coreografia per Bells Are Ringing
  - 1958 – Miglior coreografia per West Side Story
  - 1960 – Candidatua per la miglior regia di un musical per Gypsy: A Musical Fable
  - 1963 – Candidatura per il miglior produttore di un'opera teatrale per Madre Coraggio e i suoi figli
  - 1963 – Candidatura per la migliore opera teatrale per Madre Coraggio e i suoi figli
  - 1965 – Miglior regia di un musical per Fiddler on the Roof
  - 1965 – Miglior coreografia per Fiddler on the Roof
  - 1989 – Miglior regia di un musical per Jerome Robbins' Broadway